# Буланбай
Буланба́й (каз. Бұланбай) — село у складі Іртиського району Павлодарської області Казахстану. Входить до складу Селетинського сільського округу.
Населення — 151 особа (2021; 93 у 2009, 26 у 1999, 274 у 1989).
Національний склад станом на 1989 рік:
- казахи — 61 %.

У радянські часи село називалось також Ферма № 1 совхоза Селетінський.